# Mauropteron
Mauropteron is een vliegengeslacht uit de familie van de roofvliegen (Asilidae).

## Soorten
- M. farinum Daniels, 1987
- M. pelago (Walker, 1849)